# 常態
| ウィキペディアには「常態」という見出しの百科事典記事はありません（タイトルに「常態」を含むページの一覧/「常態」で始まるページの一覧）。 代わりにウィクショナリーのページ「常態」が役に立つかもしれません。 |

常態（じょうたい）とは平常・正常の状態を意味する。「状態」（同音異義語）とは意味が異なる。